# Dmitri Michurenkov
Dmitri Alekseyevich Michurenkov (tiếng Nga: Дмитрий Алексеевич Мичуренков; sinh ngày 19 tháng 5 năm 1995) là một tiền đạo bóng đá người Nga. Anh thi đấu cho FC Fakel Voronezh.
Anh có màn ra mắt tại Russian Second Division cho FC Kavkaztransgaz-2005 Ryzdvyany vào ngày 9 tháng 9 năm 2012 trong trận đấu với F.K. Mashuk-KMV Pyatigorsk.

## Rubin Kazan
Vào ngày 14 tháng 8 năm 2013, có thông báo rằng anh đã gia nhập F.K. Rubin Kazan với hợp đồng cho mượn 6 tháng, cùng với điều khoản mua đứt lúc cuối.
Anh có màn ra mắt cho đội dự bị trong trận hòa 1-1 với độ dự bị của F.K. Ural Sverdlovsk Oblast vào ngày 31 tháng 8 năm 2013, vào sân từ ghế dự bị.